# Kościół pobernardyński Najświętszej Maryi Panny Królowej Pokoju w Bydgoszczy

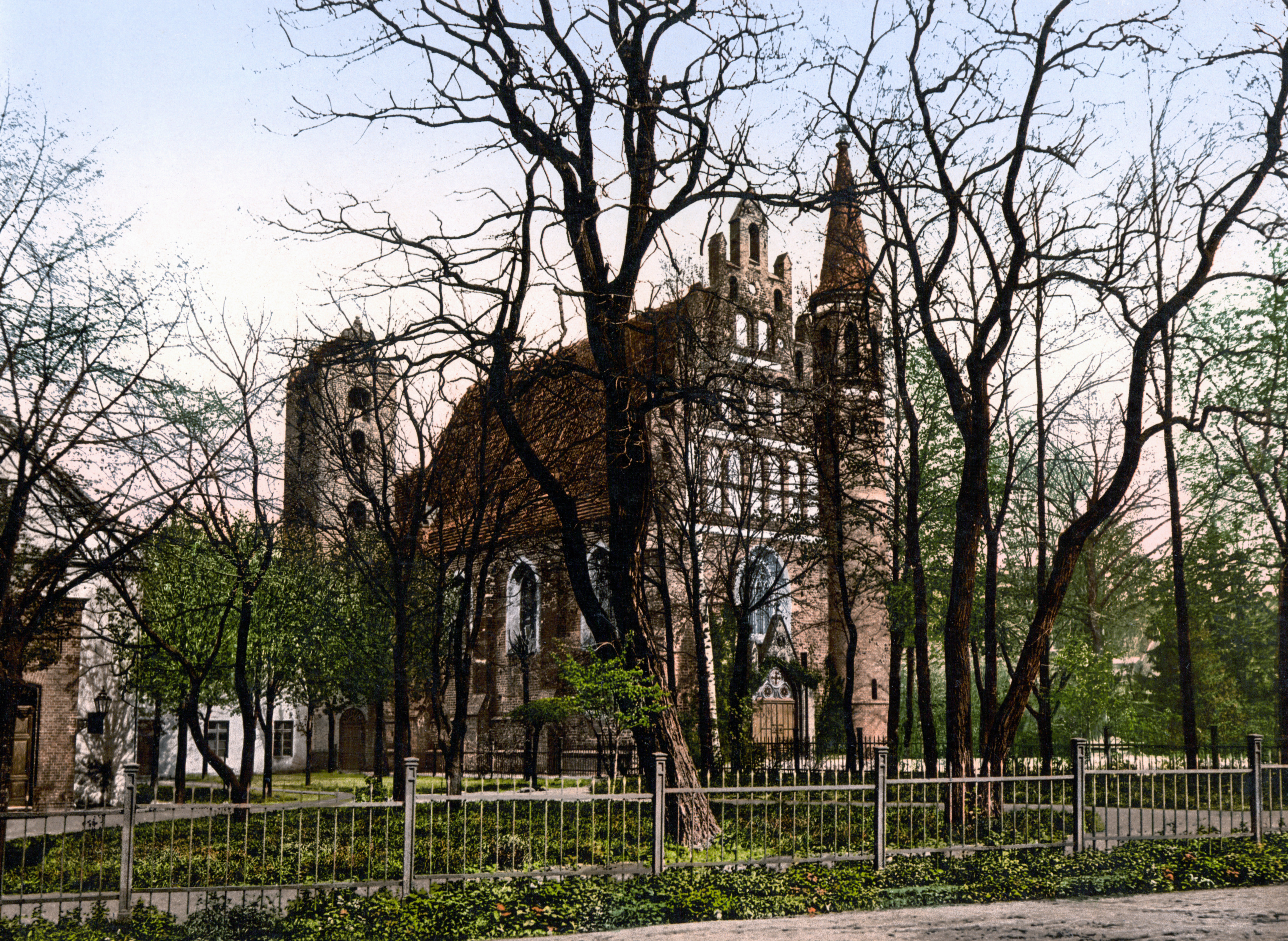
Kościół w 1900 r.

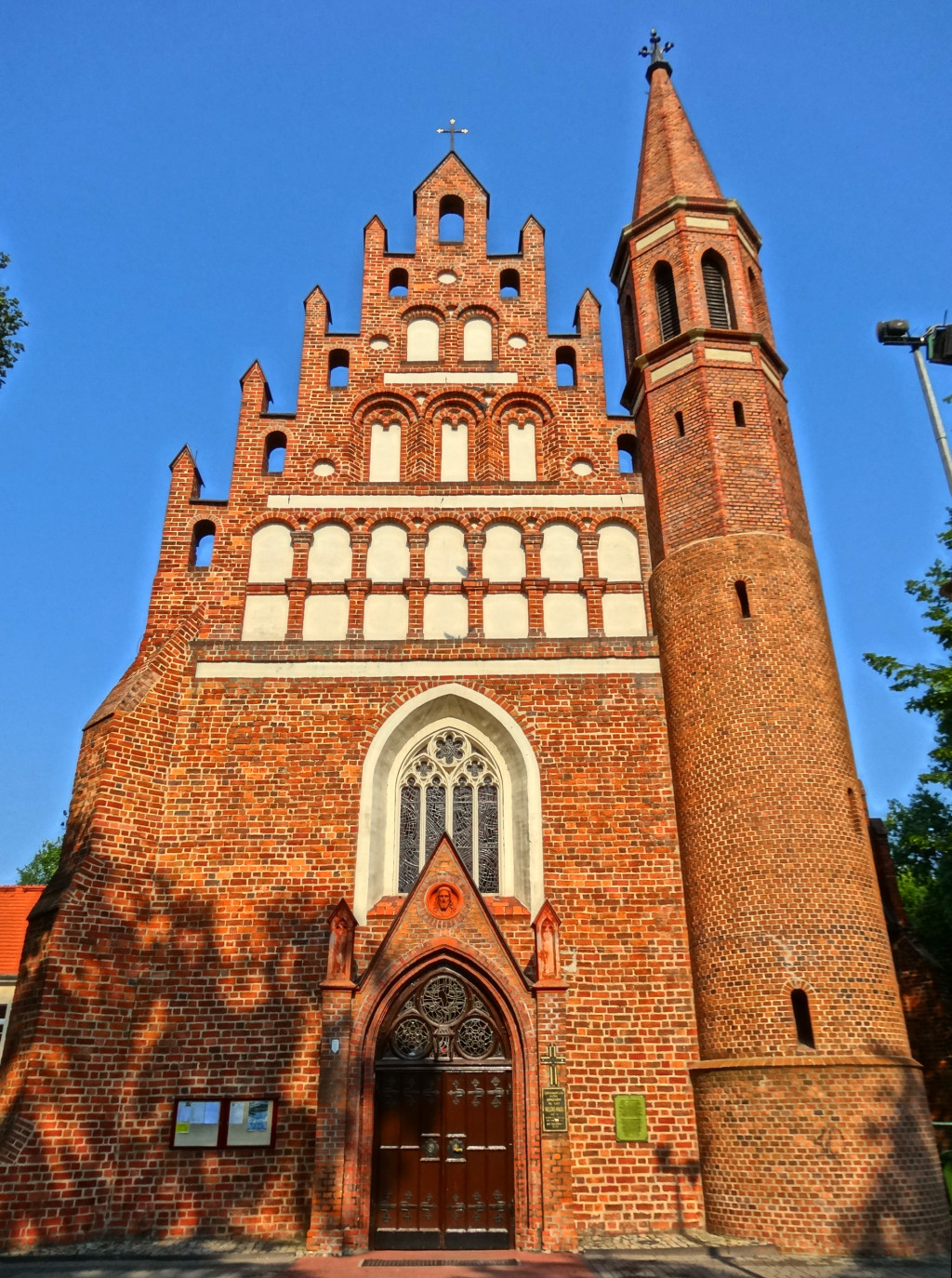
Front kościoła

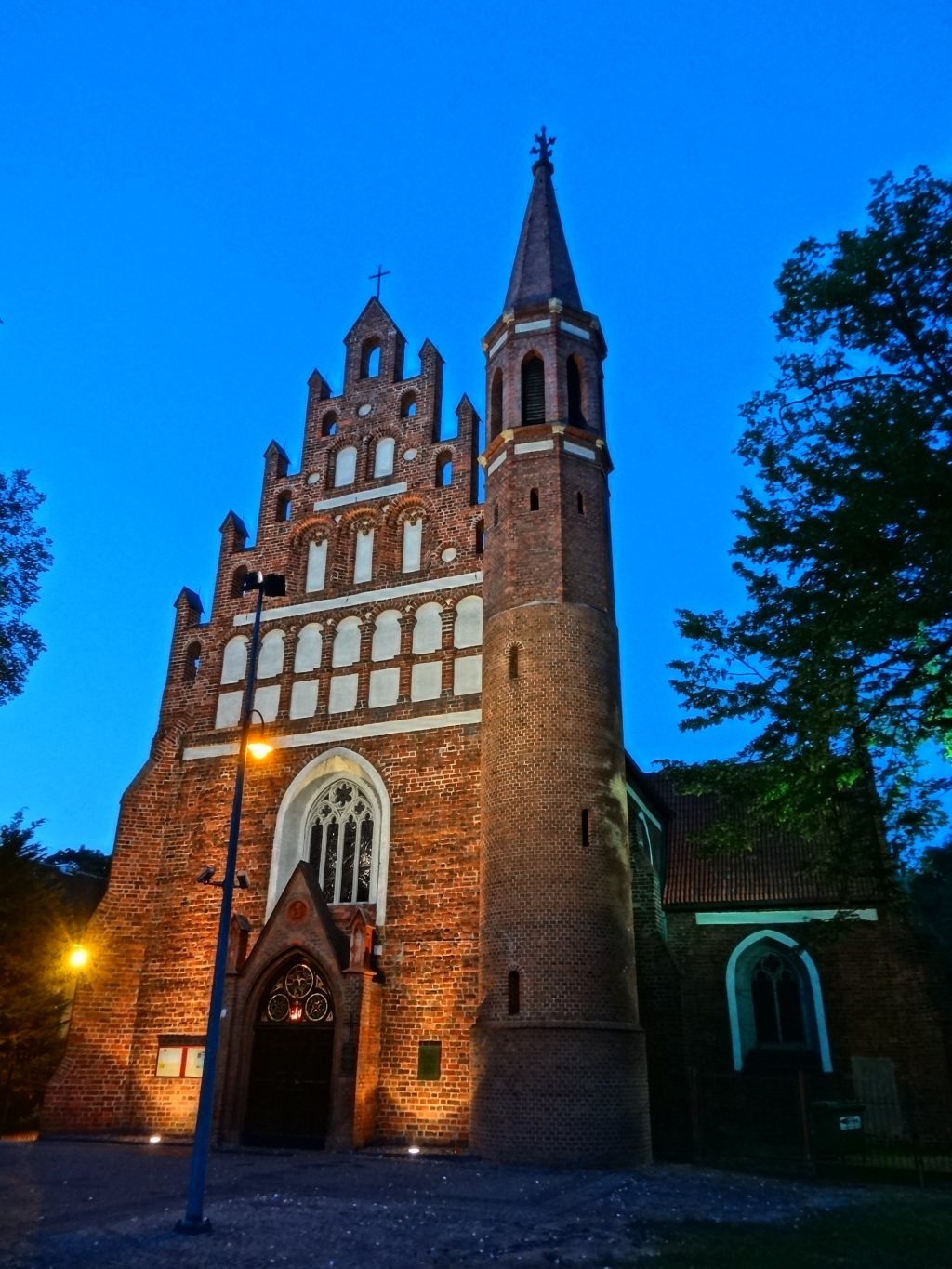
Kościół pobernardyński wieczorem

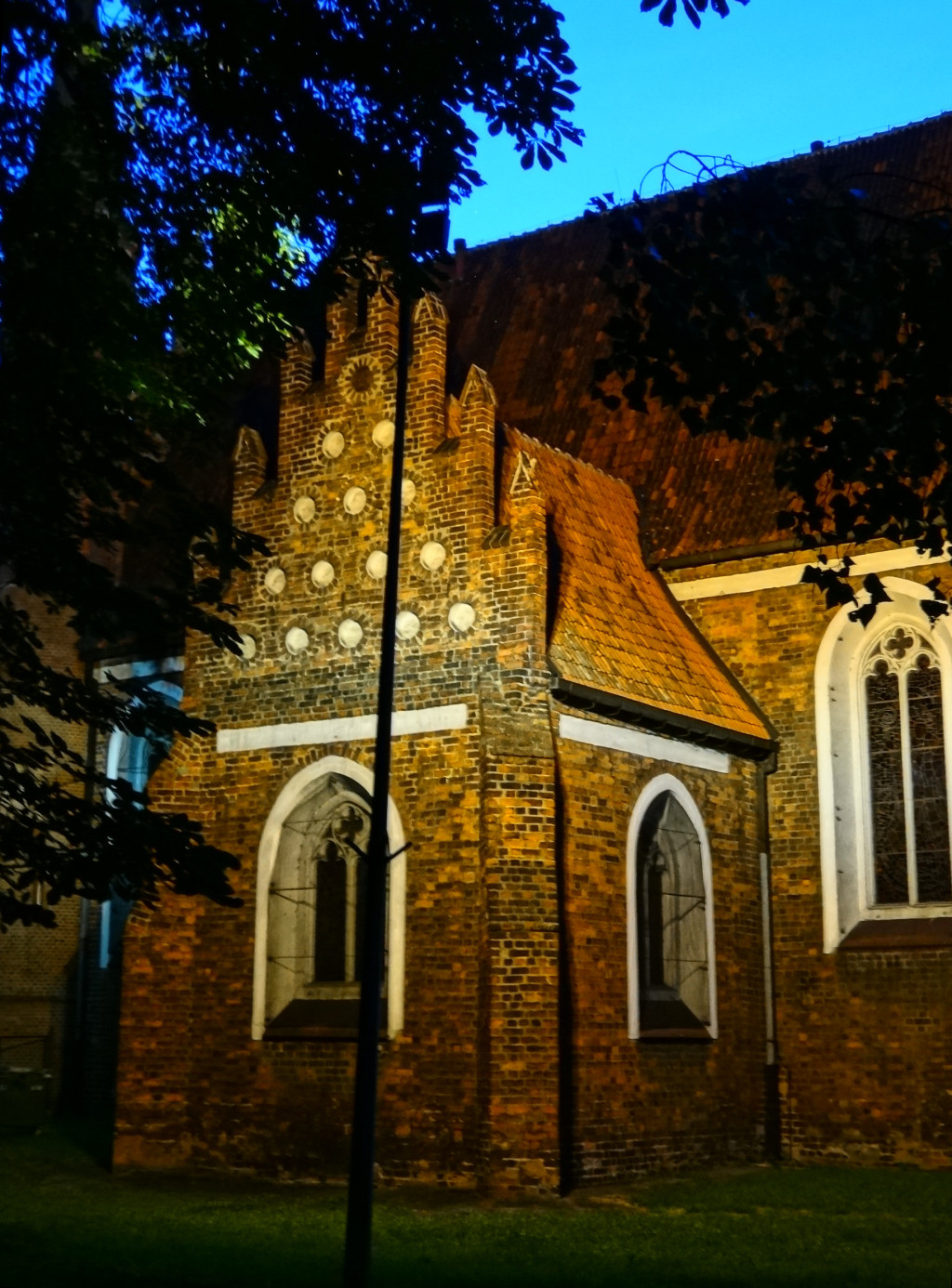
Jedyna zachowana kaplica św. Anny z przełomu XVI i XVII w.

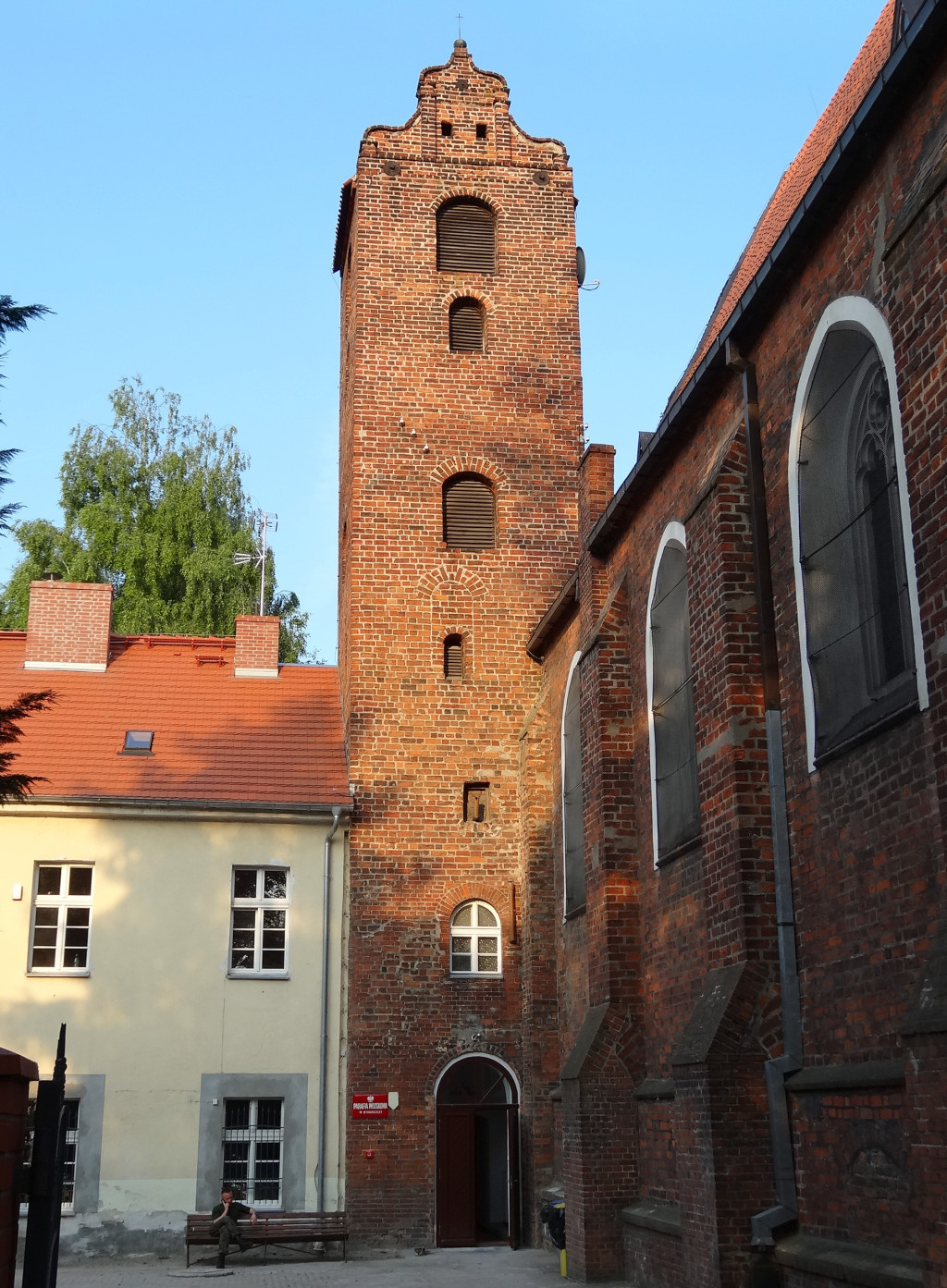
Ściana północna z XVII-wieczną wieżą dzwonnicy oraz zabudowaniami dawnego klasztoru

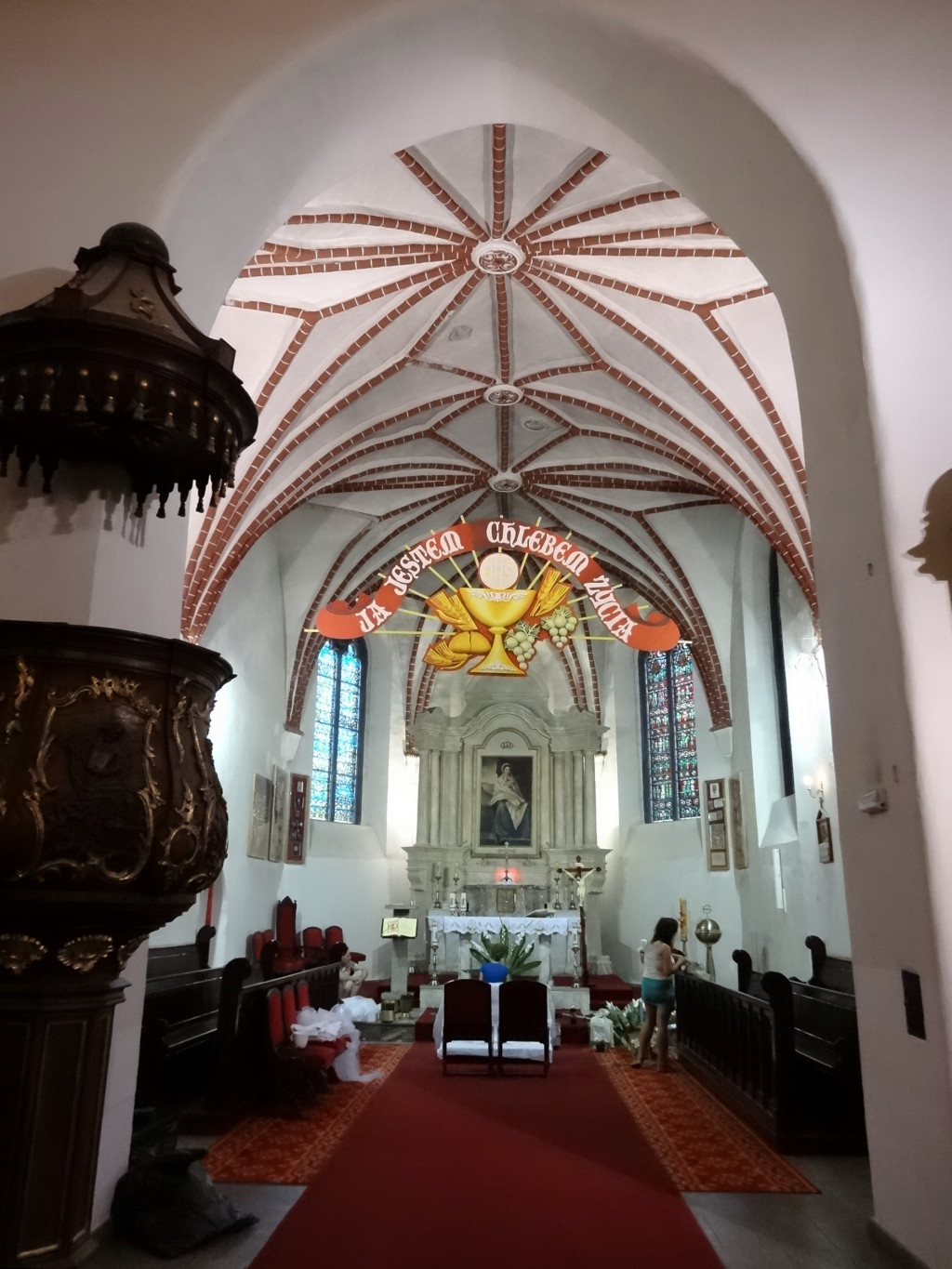
Wnętrze kościoła z gotyckimi sklepieniami

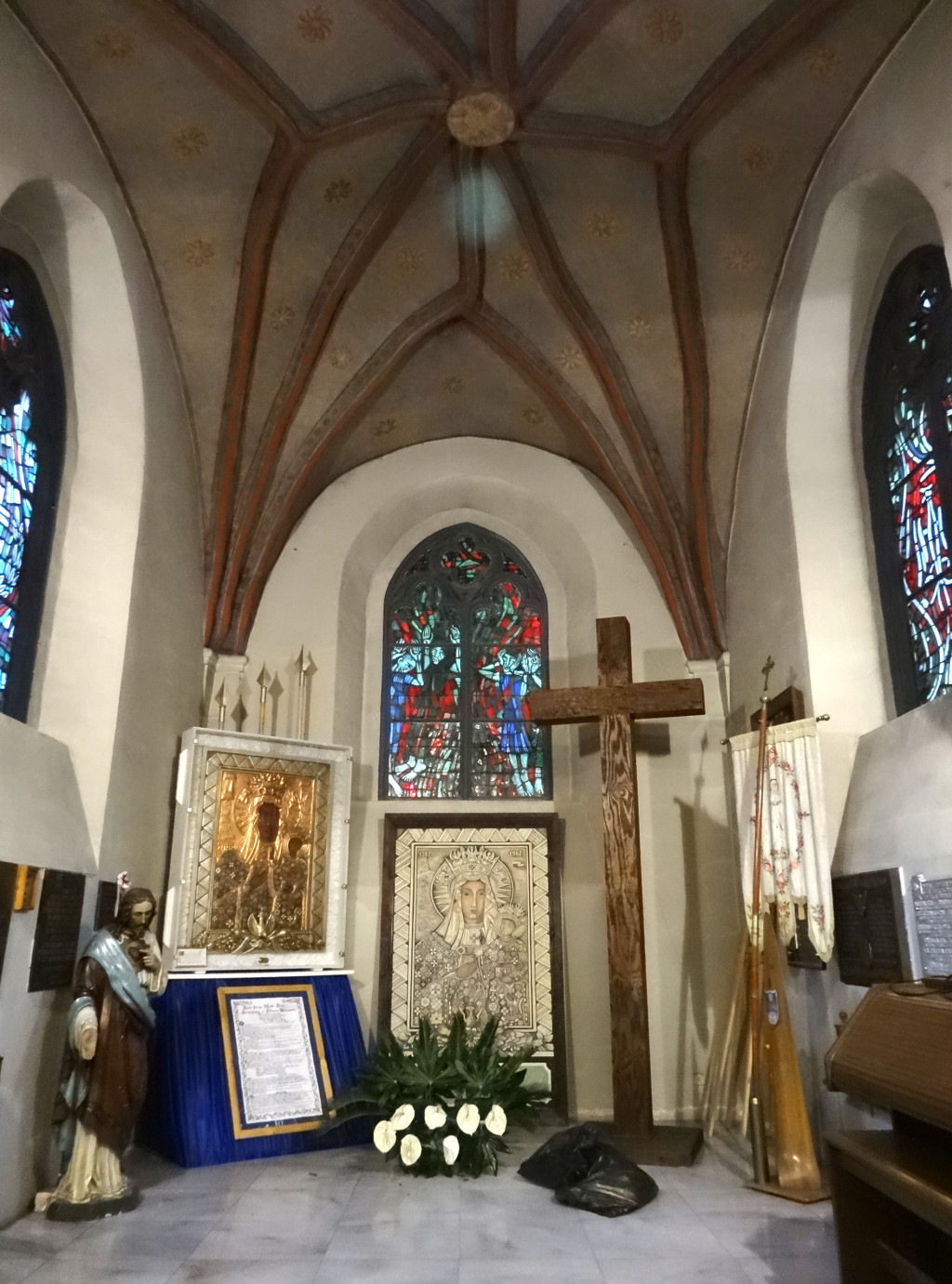
Wnętrze kaplicy św. Anny

Kościół pobernardyński pw. Najświętszej Maryi Panny Królowej Pokoju – zabytkowy kościół położony w Bydgoszczy przy ul. Bernardyńskiej. Patronem świątyni był do 1971 r. św. Jerzy, po czym prymas Stefan Wyszyński zmienił tytuł kościoła na obecny.

## Historia
Zobacz też: Klasztor Bernardynów w Bydgoszczy.
Początki kościoła związane są z przybyciem w 1480 r. bernardynów do Bydgoszczy.
Pojawienie się tego zakonu było wyrazem zażyłości ówczesnych stosunków kulturalnych między Bydgoszczą, a Krakowem. Podczas wojny trzynastoletniej z Krzyżakami (1454-1466) na zamku bydgoskim całe miesiące spędzał król Kazimierz Jagiellończyk wraz ze świtą dostojników, m.in. Janem Długoszem, kanclerzami oraz biskupami. Wiadomo, że decyzja o sprowadzeniu franciszkanów-obserwantów do Bydgoszczy pochodziła bezpośrednio od króla.
5 grudnia 1480 r. biskup włocławski Zbigniew Oleśnicki erygował w Bydgoszczy klasztor bernardynów (franciszkanów-obserwantów) – trzeci konwent w Polsce po Krakowie i Warszawie.
Oficjalnymi fundatorami byli: król Kazimierz Jagiellończyk, Hińcza z Rogowa, Jarand z Grabi i Brudzewa, starosta bydgoski Jan Kościelecki oraz mieszczanie bydgoscy.
Tak pisał o założeniu klasztoru kronikarz bernardyński:

"Po drugiej stronie Brdy, ku Kujawom osiedlili się w dół nasi bracia. Darował im to miejsce za zgodą Najjaśniejszego Króla Polskiego Kazimierza Najprzewielebniejszy Zbigniew z Oleśnicy, biskup włocławski. Jego biskupia Mość przybyła razem z bratem Michałem Balem i bratem Stanisławem z Kłobucka, sławnym ongi kaznodzieją i dwoma innymi braćmi wyznaczonymi z rozkazu Jego Królewskiej Mości, aby wybrali miejsce wedle własnego upodobania. Obejrzawszy wieć różne miejsce wespół z wielmożnym Janem z Kościelca, starostą bydgoskim, przyszli do ogrodu grodzkiego zwanego wówczas Oborą. Tam bracia obrali miejsce dogodne na klasztor, jak im się widziało"

### Pierwsza świątynia
Budowę kościoła pw. św. Hieronima i św. Franciszka ukończono w 1485 r., a w 1488 r. istniała już biblioteka klasztorna. O tym, że pierwotna świątynia była murowana świadczą zapiski z zachowanej kronika bernardynów: „Bracia zakonni po otrzymaniu zgody na budowę konwentu, sami wykonywali cegły, przygotowywali wapno, zwozili kamienie, karczowali krzaki”.
Bydgoski konwent bernardynów był środowiskiem o wyróżniających się ambicjach intelektualnych w mieście. W latach 1518–1524 gwardianem konwentu był Bartłomiej z Bydgoszczy – uczony I połowy XVI w., autor pierwszego słownika łacińsko-polskiego (1532, 1544). Z kolei w XVII w. gwardianem był Paweł z Łęczycy, prekursor upiększania miasta, założyciel rozległych ogrodów klasztornych, które były zaczątkiem najstarszego w Bydgoszczy parku. Bernardyni stworzyli największą w mieście bibliotekę (1919 tomów, częściowo zachowaną do dzisiaj) i powołali do istnienia szkołę, gdzie uczono retoryki, Bernardyńskie Studium Filozoficzne (1529-1774), obserwatorium astronomiczne (1677) oraz browar.
10 sierpnia 1545 r. na terenie opactwa wybuchł pożar wywołany uderzeniem pioruna. Spłonął cały kościół oraz duża część zabudowy klasztornej. Ocalała natomiast biblioteka wraz z zakrystią i infirmerią.

### Druga świątynia
23 września 1552 r. król Zygmunt August udzielił zezwolenia na odbudowę spalonego kościoła bernardynów, z zastrzeżeniem jego wysokości. Ze względów militarno-obronnych wieża kościoła miała być niższa, niż sąsiedni zamek. Mnisi uzyskali również dotację na odbudowę na mocy przywileju królewskiego Zygmunta Augusta.
Obecny gotycko-renesansowy gmach kościoła pw. św. Jerzego powstał w latach 1552-1557 dzięki poparciu finansowemu rodziny Kościeleckich. Zmieniono wezwanie świątyni na Św. Trójcy.
10 września 1559 r. Sebastian z Żydowa, sufragan gnieźnieński, konsekrował ołtarz Św. Krzyża w kościele, zaś w 1563 r. gdański ludwisarz Herman Benincke odlał dla klasztoru wielki dzwon. Sklepienie kościoła wykonał o. Marcin z Bieganowa (zm. 1593). Przebudowa świątyni nastąpiła w latach 1590-1602. W tym czasie mieszczanin i szlachcic Stanisław Małżewski ufundował ołtarz Św. Krzyża w nowo wzniesionej kaplicy św. Anny po południowej stronie kościoła. W 1595 r. Dorota ze Spławskich, żona Jana Janusza Kościeleckiego, starosty bydgoskiego przyozdobiła kaplicę klasztorną polichromią i trzema zielonymi kilimami. W tym roku erygowano również przy ołtarzu Bractwo św. Anny.
Uszkodzona w czasie wojen szwedzkich świątynia, została przebudowana i odnowiona w II połowie XVII w. Podczas rozbudowy w latach 1648–1686 m.in. podwyższono szczyt zachodni kościoła. Z kolei w 1677 r. kompleks otrzymał kwadratową wieżę (zachowaną do dzisiaj). W latach 1682–1685 na pamiątkę zwycięstwa pod Wiedniem Jan Piniński na dziedzińcu przed frontem kościoła ufundował kaplicę z domkiem loretańskim na wzór sanktuarium w Loreto.
U progu przejścia miasta pod władzę pruską, w kościele znajdowało się siedem ołtarzy, znajdował się bogaty wystrój i kolekcja przedmiotów liturgicznych. Z wizji lokalnej przeprowadzonej w 1745 r. wiadomo, że kościół pokryty był dachówką, w prezbiterium posiadał posadzkę ceramiczną, a w nawie – drewnianą.
Ołtarz główny, konsekrowany w 1559 i 1606 r., pokryty złotem w latach 1760-1770, posiadał wezwanie Świętej Trójcy, Matki Bożej oraz świętych: Franciszka z Asyżu, Bernardyna z Sieny, Ludwika i Bonawentury. Pozostałe ołtarze posiadały patronów:
- św. Rocha (konsekracja 1608),
- Matki Boskiej (1645),
- św. Anny (1645),
- św. Antoniego (1663),
- św. Bonawentury (1663),
- Matki Boskiej Niepokalanej.

Od 1605 r. w kościele zainstalowane były na chórze organy, ufundowane przez mieszczan: Andrzeja Grudzińskiego i Daniela Jastrzębskiego. W 1618 r. rozbudowano je, a w 1715 r. gruntownie wyremontowano. Przetrwały aż do kasaty kościoła. Dzwony kościelne nabywano sukcesywnie w pracowni Hermana Bennicka w Gdańsku, w latach 1563, 1605 i 1618 r.

#### Grobowce
W kościele do końca XVIII wieku chowano zmarłych w specjalnie do tego celu przygotowanych kryptach. Należeli do nich przede wszystkich zakonnicy, członkowie bydgoskiego konwentu. Chowano również (za opłatą) osoby świeckie, szczególnie zasłużone dla klasztoru i kościoła. Do ważniejszych osobistości pochowanych pod posadzką kościoła należeli m.in.:
- Paweł Koszucki, sekretarz królewski i wojski poznański, dzierżawca wsi królewskiej Bartodzieje – 1609 r.
- Mikołaj Jastrzębski, admirator obserwancji bernardyńskiej – 1610 r.
- Kazimierz Dornowski, szlachcic – 1695 r.
- Katarzyna Raczyńska, żona sędziego nakielskiego – 1695 r.
- Katarzyna Orzelska, szlachcianka – 1703 r.
- Stanisław Piniński, burgrabia bydgoski – 1715 r.
- Michał Komierowski szlachcic – 1766 r.
- Teresa Grabowska, faworyta królewska – 1769 r.

### Przebudowa w okresie pruskim
Dużych zniszczeń doznał kościół w 1812 r. w czasie pobytu wojsk rosyjskich. W 1817 r. władze pruskie dokonały kasaty klasztoru, jednak wywłaszczenie własności kościelnej nastąpiło dopiero po śmierci ostatniego zakonnika ojca Nagabczyńskego w 1829 r. Wtedy władze pruskie przekazały świątynię gminie ewangelickiej (1830), a klasztor ewangelickiemu seminarium nauczycielskiemu. Zlikwidowano wtedy arkadowy dziedziniec klasztorny oraz krużganki łączące kościół z klasztorem. W latach 1840–1860 zamieniono go na magazyn mebli, słomy, a nawet wytwórnię naboi. W 1838 r. podjęto decyzję o przemianowaniu kościoła na garnizonowy – dla żołnierzy wyznania katolickiego i ewangelickiego (niem. Simultankirche). Wtedy Prusacy zburzyli kaplicę loretańską. Również wnętrze kościoła zostało poważnie przebudowane.
W latach 1864–1866 kościół został gruntownie odrestaurowany według projektu Ferdinanda von Quasta na koszt Królestwa Prus. Główną inwestycją była przebudowa zachodniego szczytu kościoła w stylizacji neogotyckiej. Powstała wtedy okrągła wieża, kruchta oraz neogotycki szczyt zachodni.

### Świątynia garnizonowa
Funkcja garnizonowa kościoła pozostała po odzyskaniu niepodległości w 1920 r. i temu celowi kościół służy aż do dziś.
Kościół konsekrował w 1923 r. biskup polowy Stanisław Gall. W 1926 r. został przemianowany na wojskowy kościół parafialny pw. św. Jerzego. W czasie II wojny światowej świątynia była administrowana przez duszpasterstwo wojsk niemieckich. Od 1945 pełniła ponownie funkcję kościoła garnizonowego wojska polskiego. W 1952 r. nadano jej tytuł kościoła rektorskiego.
Kard. Stefan Wyszyński zmienił wezwanie kościoła 4 stycznia 1971 r. ze św. Jerzego na obecne. Ponowna konsekracja kościoła miała miejsce 31 maja 1971 roku.

## Architektura
Kościół zbudowany został w stylu późnego gotyku, jako budowla orientowana, jednonawowa, z dwuprzęsłowym prezbiterium zamkniętym wielobocznie i nieco szerszą od niego czteroprzęsłową nawą. Jako budulca użyto cegły, przy czym blendy, fryzy podokapowe, ościeża okien oraz opaski okienne są tynkowane. Fasada zachodnia zwieńczona jest schodkowym, czterostrefowym szczytem zwieńczonym neogotyckimi pinaklami, pochodzącymi z okresu prac restauracyjnych w latach 1864–1866. We wschodnim szczycie nawy, częściowo przesłoniętym dachem prezbiterium, umieszczone są półkoliste blendami oraz niewielkie okrągłe przezrocza. Do prezbiterium od północy w XVII wieku dostawiono dzwonnicę w formie wieży na planie kwadratu, zwieńczonej wolutowymi szczytami. W południowo-zachodni narożnik świątyni częściowo wtopiona jest cylindryczna wieżyczka schodowa, przy czym dwie najwyższe kondygnacje są ośmioboczne, neogotyckie, podobnie jak wieńczącą ją ceglaną iglicą. Okna nawy i prezbiterium są rozglifione, ostrołukowe, z neogotyckimi maswerkami.
Wnętrze świątyni stanowi jedna, nakryta sklepieniem gwiaździstym, nawa oraz prezbiterium, oddzielone od nawy ścianą z ostrołukowym łukiem tęczowym. Wewnątrz w ściany kościoła wmurowane płyty nagrobne z XVII wieku. Do kościoła przylegają dawne budynki klasztoru Bernardynów oraz kaplica św. Anny dobudowana na przełomie XVI i XVII wieku.
W kościele jest najstarszy odkryty w mieście fresk heraldyczny – orzeł z I poł. XVII w.
W 1967 podczas badań archeologicznych na południe od kościoła odkryto fundamenty kaplicy loretańskiej, pozostałości po krużgankach oraz dębową rurę dawnych wodociągów miejskich z XVI wieku. Natomiast w 1999 podczas wymiany starej posadzki odkryto podziemne krypty grzebalne. Z dawnego wyposażenia zachowana jest rokokowa ambona z 2 połowy XVIII wieku.
Relikty dawnego wyposażenia kościoła znajdują się również w kościele katedralnym Bydgoszczy, przeniesione tam w pierwszej połowie XIX w.:
- ołtarz św. Rocha (1696) – w nawie południowej, na prawo od bocznego wejścia,
- ołtarz św. Antoniego (pocz. XVIII w.) – w nawie południowej, na lewo od bocznego wejścia.

## Galeria wyposażenia kościoła bernardynów przeniesionego do katedry bydgoskiej

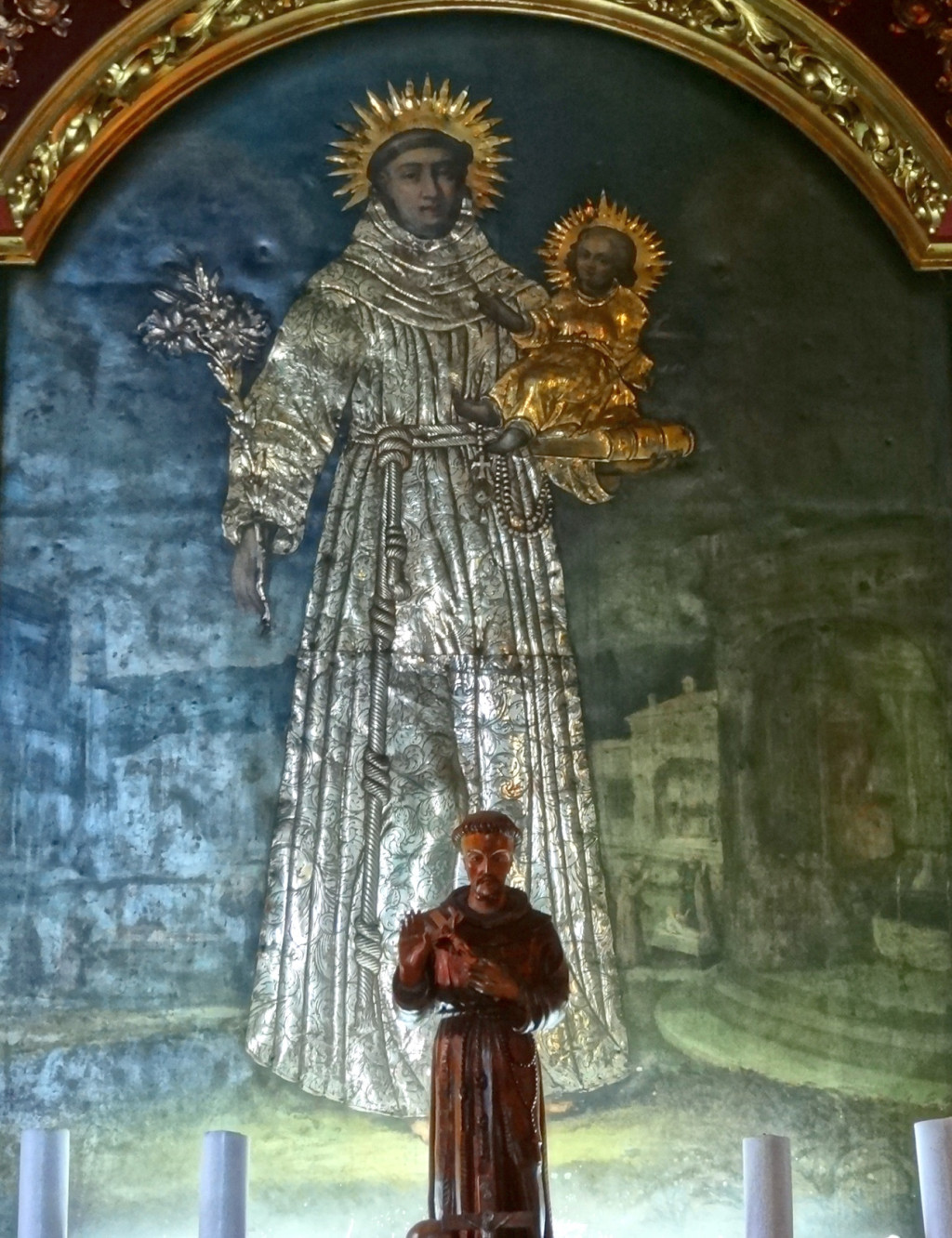
Obraz św. Antoniego, pochodzący z 2. połowy XVI w. ze srebrną sukienką (1. poł. XVIII w.), przeniesiony w XIX w. do katedry bydgoskiej
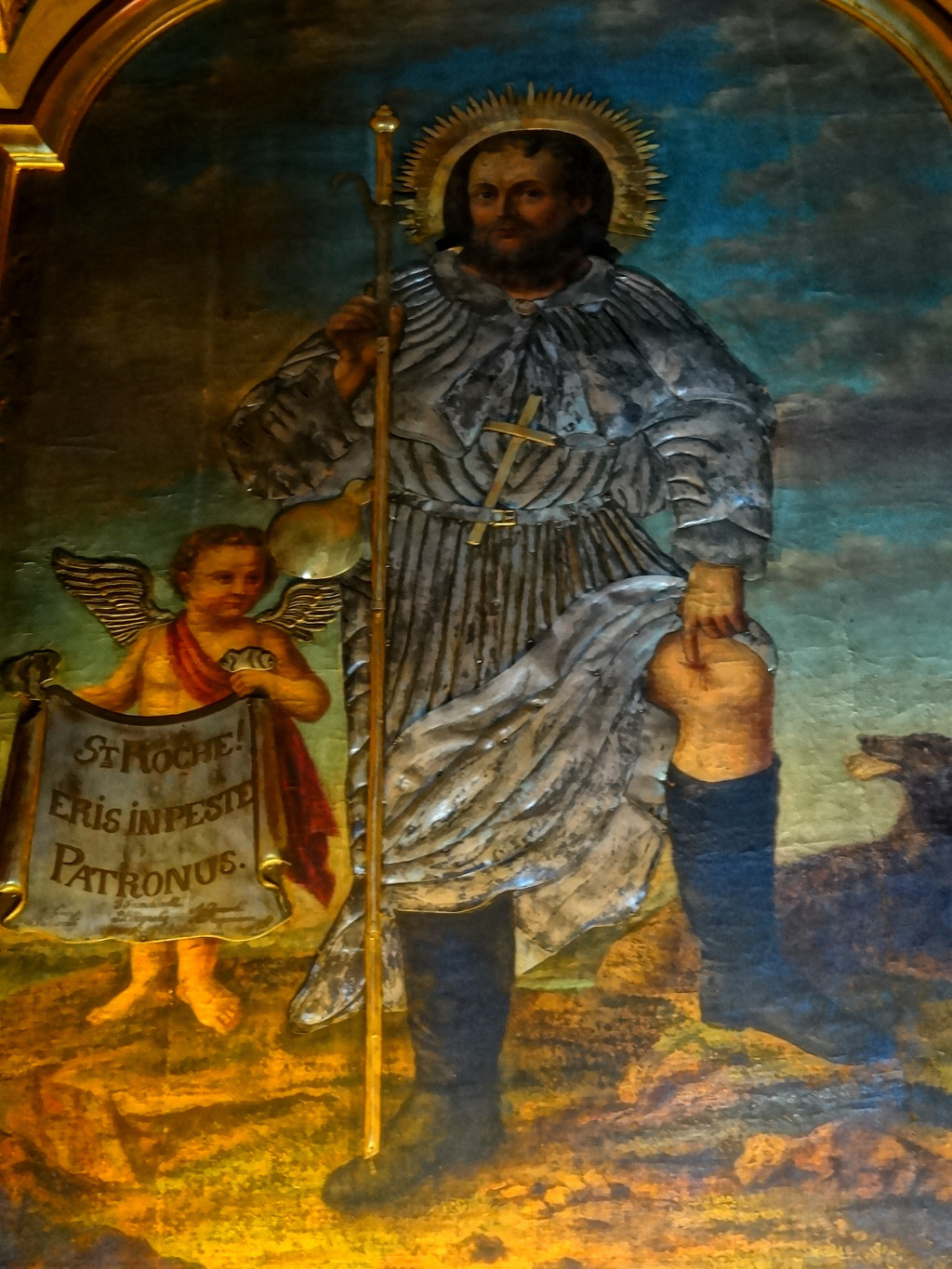
Obraz św. Rocha w srebrnej sukience w ołtarzu pochodzącym z końca XVII w. Obok niego aniołek trzymający chustę z napisem: eris in peste patronus (będziesz opiekunem podczas zarazy). Ołtarz został przeniesiony w XIX w. do katedry bydgoskiej